# 조앤 첸
조앤 첸(영어: Joan Chen, 1961년 4월 26일 ~ ) 혹은 천충(중국어 정체자: 陳沖, 간체자: 陈冲, 한자음: 진충)은 중화인민공화국 태생 미국의 배우이다. 상하이외국어학원(현 상하이외국어대학)과 미국 캘리포니아 주립 대학교를 졸업하였다. 《마지막 황제》에서 완용 역할로 알려졌으며, 미국과 중국을 오가며 연기 활동을 하고 있다.

## 출연 작품

### 영화
- 1987년 : 《마지막 황제》 - 완용 역
- 1994년 : 《골든 게이트》
- 1995년 : 《저지 드레드》- 엘사 역
- 1999년 : 《퍼플 스톰》
- 2004년 : 《모리화》
- 2004년 : 《세이빙 페이스》
- 2004년 : 《뉴욕의 가을》
- 2005년 : 《해바라기》 - 어머니 역
- 2007년 : 《홈 송 스토리》
- 2007년 : 《태양은 다시 떠오른다》
- 2007년 : 《색, 계》 이 부인(양조위의 아내) 역
- 2008년 : 《24시티》
- 2009년 : 《마오의 라스트 댄서》 니앙 역
- 2010년 : 《연애통고》 조안 역
- 2010년 : 《애출색》
- 2011년 : 《초문》
- 2012년 : 《신해혁명》
- 2012년 : 《화이트 프로그》 이린 영 역
- 2012년 : 《상하이 스트레인저스》
- 2012년 : 《초안물조》
- 2013년 : 《2차 노출》
- 2013년 : 《랠러티브 인새너티》
- 2014년 : 《노수홍안》
- 2015년 : 《양귀비: 왕조의 여인》
- 2020년 : 《에이바》 토니 역

## 수상 경력
- 《홈 송 스토리》로 대만 금마장 여우주연상 수상
- 《소화》로 3회 백화장 최우수여우상 수상
- 《레드 로즈 화이트 로즈》로 금마장 여우주연상 수상

## 학력
- 중국 상하이 외국어학원(현 중국 상하이 외국어대학)
- 미국 캘리포니아 주립대학교